# Список умерших в 601 году

## Май
- 1 мая — Асаф Ллан-Эльвийский, валлийский святой, первый епископ Сент-Асафа.
- 10 мая — Комгалл, ирландский святой, основатель монастыря Бангор.

## Дата смерти неизвестна или требует уточнения
- Авнарий, епископ Осера, католический святой.
- Агиульф, епископ Меца.
- Ариульф, герцог Сполето (591—601).
- Касим ибн Мухаммад ибн Абдуллах, старший из сыновей пророка Мухаммеда и Хадиджи бинт Хувайлид.
- Мелантий Руанский, глава Руанской архиепархии (577—584 и 586—601/604).
- Реккаред I, король вестготов (586—601).
- Серен Марсельский, святой епископ Марсельский.
- Уату мак Аэдо, король Коннахта (с 575).